# Cyphochilus feae
Cyphochilus feae är en skalbaggsart som beskrevs av Brenske 1903. Cyphochilus feae ingår i släktet Cyphochilus och familjen Melolonthidae. Inga underarter finns listade i Catalogue of Life.